# Yakety Yak
Yakety Yak è un brano musicale dei Coasters del 1958 prodotto da Leiber e Stoller e pubblicato dalla Atco Records. Il brano, ricordato tra i maggiori successi del gruppo afroamericano, è stato oggetto di numerose cover.

## Composizione e pubblicazione
Yakety Yak è una novelty song (un brano di musica leggera con un testo umoristico) di genere rock and roll nella quale fa capolino il sassofono tenore di King Curtis che le conferisce un vivace sound che rimanda al doo-wop. Mike Stoller dei Leiber e Stoller considerava la traccia una playlet: termine con cui identificava i brani da lui scritti e prodotti assieme a Jerry Leiber narranti degli squarci di vita adolescenziale.
Il testo di Yakety Yak descrive un giovane obbligato dai suoi genitori a svolgere delle mansioni domestiche. Alla fine di ogni strofa egli si lamenta dicendo loro yakety yak (traducibile in "-le vostre sono solo- ciance"). Essi, a loro volta, gli dicono don't talk back ("non rispondere"). Stando a quanto dichiarò Leiber, i Coasters volevano che la canzone riflettesse "ciò che avrebbe pensato un bambino bianco della concezione di una persona nera all'interno della società dei bianchi".
Il brano venne pubblicato su singolo assieme alla canzone del lato B Zing! Went the Strings of My Heart, scritta da James F. Hanley.

## Accoglienza
Yakety Yak fa parte di quella serie di singoli pubblicati tra il 1957 e il 1959, che fu il periodo di maggiore successo del gruppo. La traccia trascorse sette settimane al primo posto nelle classifiche R&B e una settimana al primo posto nella Top 100 della chart pop.

## Formazione
- Mike Stoller – pianoforte[4]
- King Curtis – sassofono tenore[4]
- Alan Hanlon – chitarra[4]
- Adolf Jacobs – chitarra[4]
- Wendell Marshall o Lloyd Trotman – basso[4]
- Joe Marshall – batteria[4]
- Chino Pozo – conga[4]

## Cover
- Il duo canadese Les Jérolas, ove militava il futuro politico Jean Lapointe, registrò una cover del brano nel 1959 in lingua francese e sottotitolata Rouspet' pas per la RCA Victor.[5]
- Il britannico Billy Sanders registrò una cover in tedesco intitolata Jackety Jack nel 1959.[6]
- La canzone venne reinterpretata da Jan & Dean e avrebbe dovuto far parte dell'album Carnival of Sound, la cui uscita era prevista nel 1968. Tuttavia il disco venne edito solamente nel 2010.
- I Lee Perry and the Upsetters pubblicarono una cover nel 1969 con un testo leggermente diverso (la strofa che recita You ain't gonna rock and roll no more viene modificata in You are not gonna reggae reggae reggae no more).
- Gli Sha-Na-Na eseguirono la traccia al Festival di Woodstock e ne eseguirono altre due cover dal vivo nel 1971 e nel 1972 poi pubblicate su disco.
- I Pipkins fecero una cover di Yakety Yak nel 1970 prodotta da John Burgess.
- Il duo elettro-disco El Coco interpretò Yakety Yak nel 1975. Il brano è contenuto nel loro esordio Mondo Disco pubblicato per la AVI Records.
- La canzone venne interpretata dai 2 Live Crew per il film I gemelli del 1988. Nel film, Julius (Arnold Schwarzenegger) ascolta il brano canticchiandolo durante il suo viaggio in aereo negli USA.
- I Phantom Planet riproposero Yakety Yak per la colonna sonora del film Mumford del 1999.